# Qualificazioni alla World League di pallavolo 2011
Le qualificazioni per la World League di pallavolo 2011, si svolsero dal 6 agosto al 28 agosto 2010. Vi parteciparono 6 squadre nazionali. Le due squadre vincenti della prima fase giocarono nella seconda fase contro le ultime classificate della World League 2010, vale a dire Cina e Corea del Sud. Le due squadre uscenti vincitori da questi spareggi conquistarono i due posti disponibili per la World League 2011.

## Squadre partecipanti
- Ammesse alla prima fase
  -  Tunisia (sfidante africana)
  -  Giappone (sfidante asiatica)
  -  Portogallo (sfidante europea)
  -  Porto Rico (sfidante americana)

- Ammesse direttamente alla seconda fase
  -  Cina (15º posto nella World League 2010)
  -  Corea del Sud (16º posto nella World League 2010)

## Prima fase

### Squadre partecipanti
- Tunisia
- Portogallo
- Giappone
- Porto Rico

## Seconda fase

### Squadre partecipanti
- Cina
- Corea del Sud
- Giappone
- Porto Rico

### Qualificate alla World League
- Corea del Sud
- Porto Rico
- Giappone (In sostituzione dei Paesi Bassi, automaticamente qualificati ma rinunciatari)